# Hesquiaht
Hesquiaht.- indijansko pleme iz grupe Nootka sa zapadne obale središnjeg Vancouvera, Kanada,  nekada na ili sjeverno od Barclay Sounda. Swanton navodi tek jedno njihovo selo, Heshque. Danas ovi Indijanci žive na 6 malenih rezervata (reserves; utemeljenih 1886.), a glavno naselje im je na Refuge Cove I.R. No. 6., gdje je preseljeno 1964. nakon što je njihovo izvorno naselje uništio plimni val. 
Ime plemena Hesquiaht u značenju "people of the sound made by eating herring eggs off eel grass," kapetan Walbram objašnjava time da na obale naselja Hesquiaht dolaze velike količine morske trave 'segmo', koja sa sobom donosi, posebno u vrijeme mriještenja haringi, ikru, koja je među Indijancima na glasu kao poslastica. 
Početkom novog tisućljeća moglo bi biti oko 500 Hesquiahta od kojih većina živi van rezervata. Ribarstvo im je danas glavna ekonomska aktivnost.

## Popis rezervata
- Hesquiat Indian Reserve 1
- Homais Indian Reserve 2
- Maahpe Indian Reserve 4
- Refuge Cove Indian Reserve 6
- Teahmit Indian Reserve 3

## Vanjske poveznice
- Hesquiaht First Nation  Arhivirana inačica izvorne stranice od 17. srpnja 2007. (Wayback Machine)
- Foto galerija